# Даніель Сус
Даніель Сус (нар. 4 серпня 1976, Штутгарт) — німецький композитор.

## Біографія
В 1997 році Даніель Сус навчався в школі музики Мангаймського університету музики та виконавських мистецтв (нім. Hochschule für Musik und Darstellende Kunst Mannheim) та джазу в Штутґартській вищій школі музики і театру. Після закінчення навчання він навчався на кінокомпозитора в кіноакадемії Баден-Вюртемберга. Крім того, у 2005 році він навчався в рамках стипендії протягом пів року в Австралійській школі кіно, телебачення і радіо (англ. Australian Film Television and Radio School) в Сіднеї.

## Фільмографія
| Рік  | Оригінальна назва                         |
| ---- | ----------------------------------------- |
| 2008 | Novemberkind                              |
| 2010 | Nach den Jahren                           |
| 2010 | Shahada                                   |
| 2011 | Sommer auf dem Land                       |
| 2012 | Der Turm                                  |
| 2013 | Und morgen Mittag bin ich tot             |
| 2014 | Bornholmer Straße                         |
| 2015 | Tatort: Borowski und der Himmel über Kiel |
| 2016 | Die Pfeiler der Macht                     |
| 2017 | Die Anfängerin                            |
| 2019 | Nimm Du ihn                               |